# Anaceratagallia cuspidata
Anaceratagallia cuspidata är en insektsart som beskrevs av Dlabola 1957. Anaceratagallia cuspidata ingår i släktet Anaceratagallia och familjen dvärgstritar. Inga underarter finns listade i Catalogue of Life.